# Sermorelin
Sermorelin (INN; thương hiệu Geref, Gerel), còn được gọi là GHRH (1-29), là một peptide tương tự của tăng trưởng hormone hormone-releasing (GHRH) được sử dụng như một tác nhân chẩn đoán để đánh giá hormone tăng trưởng (GH) tiết cho mục đích chẩn đoán thiếu hụt hormone tăng trưởng. Nó là một polypeptide 29 amino acid đại diện cho đoạn 1-29 từ GHRH nội sinh của con người, được cho là đoạn ngắn nhất của GHRH.